# Chris Waller
Chris Waller, född 5 mars 1973 i Foxton, Nya Zeeland, är en nyzeeländsk galopptränare. Han är invald i både New Zealand Racing Hall of Fame och Australian Racing Hall of Fame. Han är mest känd för att ha tränat stoet Winx, som utsågs till Australian Horse of the Year fyra gånger.
Den 24 april 2021 tog Waller sin 125:e seger i ett grupp 1-löp, då Kolding segrade i All Aged Stakes på Randwick Racecourse.